# Lotus Symphony
IBM Lotus Symphony byl kancelářský balík od firmy IBM obsahující textový procesor Documents, tabulkový kalkulátor Spreadsheets a prezentační program Presentations.
Původní verze byla vydána v roce 1984 pro DOS, v roce 2007 IBM balík obnovil a novou verzi vydal zdarma.

## Lotus Symphony pro DOS
První verze Symphony byla integrovaný balík programů pro DOS vydaný firmou Lotus Development jako nástupce dřívějšího Lotus 1-2-3. Po spuštění programu šlo přepínat mezi 5 prostředími:
- LIST, tabulkový procesor velmi podobný 1-2-3
- DOC, textový procesor
- GRAPH, grafický mapovací program
- FORM, tabulkový systém řízení databáze
- COMM, komunikační program

## IBM Lotus Symphony
IBM Lotus Symphony byla sada aplikací skládající se ze:
- IBM Lotus Symphony Documents – textový procesor
- IBM Lotus Symphony Spreadsheets – tabulkový procesor
- IBM Lotus Symphony Presentationsrogram – prezentační program

Symphony podporoval formát ODF. Podporoval i formáty Lotus SmartSuite či Microsoft Office včetně Office Open XML. Uměl i ukládat do PDF.
Symphony byl k dispozici pro Windows, Linux a pro MacOS X. Symphony byl založen na Eclipse z IBM Lotus Expeditor pro prostředí a OpenOffice.org 1.1.4 jako jádro kancelářského balíku. Protože OpenOffice 1.1.4 byla licencována pod dvojí licencí, LGP a vlastní licencí Sunu SISSL, která umožňovala použít zdrojové kódy bez nutnosti zveřejnit vlastní změny.

## Historie verzí
Beta 1
Vydána 18. září, 2007
Beta 2
Vydána 5. listopad, 2007
Beta 3
Vydána 17. prosinec, 2007
Vydána ve 23 jazycích v 7. ledna, 2008
Beta 4
Vydána 1. únor, 2008. S touto verzí byl představen Lotus Symphony Developer Toolkit.
Revidované vydání uvolněno 3. března, 2008
Verze 1.0
Vydána 30. května, 2008
Verze 1.1
Vydána 28. srpna 2008
Verze 1.2
Vydána 4. listopadu 2008
Verze 1.3
Vydána 11. června 2009